# Ban Johnson
Byron Bancroft Johnson, dit Ban Johnson, né le 6 janvier 1863, (d'autres sources indiquent une naissance le 5 janvier 1864 ou 1865) et mort le 28 mars 1931, est le président-fondateur de la Ligue américaine de baseball de 1901 à 1927. 
Il est membre du Temple de la renommée du baseball depuis 1937.

## Biographie

### La Western League
Né à Norwalk Ohio, Johnson commence sa vie professionnelle en tant que journaliste sportif Cincinnati après une courte expérience comme joueur semi-professionnel de baseball. Il se lie d'amitié avec Charles Comiskey, manager des Cincinnati Reds. En 1893, sur proposition de Comiskey et du propriétaire des Reds, John T. Brush, Johnson est élu président de la Western League, ligue mineure de baseball.
Johnson émet alors de nombreuses critiques contre la Ligue nationale, ligue majeure, où la discipline et la sécurité laissent à désirer. Il met en place en Western League une discipline contraignante pour les joueurs, avec la création d'amendes, et assure la sécurité dans les tribunes afin d'attirer au stade des familles, avec femmes et enfants. Très vite, la Western League est considérée comme la meilleure des ligues mineures.

### L'American League
Le 28 janvier 1901, Johnson autoproclame la Western League, rebaptisée Ligue américaine (American League) en 1900, comme ligue majeure. Il dirige sa ligue toujours avec la même discipline, et obtient en 1903 la reconnaissance officielle du statut de ligue majeure par la Ligue nationale avec la mise en place des World Series en fin de saison. 
Johnson quitte ses fonctions en 1927 à la suite d'un désaccord avec le premier commissaire des Ligues majeures, le juge Landis. Ernest Barnard lui succède à la présidence de la Ligue américaine. Johnson était favorable à une sanction très sévère contre Ty Cobb et Tris Speaker, impliqués dans une affaire de paris. Landis les autorisa à poursuivre leur carrière.